# Bet
La bet, beth, beh o vet és la segona lletra de molts abjads (alfabets) semítics, incloent bēt 𐤁 en fenici, bēṯ ܒ en siríac, bet ב en hebreu, ba ب en àrab i bet በ en amhàric.
La bet està present en Unicode com a U+05D1 ב hebrew letter bet.

En fonètica la bet representa el so /b/. En hebreu israelià parlat, siríac i fenici al principi del mot es pronuncia com a /b/, en canvi al mig o final del mot es pronuncia com a /β/. 

## Origen
El nom d'aquesta lletra vol dir ‘casa’ en diverses llengües semítiques (en àrab bayt; en accadi bītu, bētu; en hebreu: bayiṯ; en fenici bt; etc.; en darrer terme derivat del protosemític *bayt-). La lletra fenícia 𐤁 (bēt) deriva d'un dels jeroglífics egipcis que representa una casa i va donar lloc a la beta grega (Β), B llatina i В i Б ciríl·lica.
| egipci | protosinaític | fenici |
| ------ | ------------- | ------ |
| 𓉐      |               | 𐤁      |

## Alfabet àrab
En alfabet àrab aquesta lletra es diu ba (àrab: باء, bāʾ, ['baːʔ]). És la segona lletra de l'alfabet àrab (també segona i amb valor de 2 en l'ordre abjadí). És una lletra lunar. Prové, per via dels alfabets nabateu i arameu, de la lletra fenícia bēt.
| fenici | arameu | siríac | nabateu | àrab |
| ------ | ------ | ------ | ------- | ---- |
| 𐤁      | 𐡁      | ܒ      |         | ب    |

Representa el so consonàntic /b/.
En la notació matemàtica moderna, té la mateixa utilitat que la {\displaystyle b} a Occident.
| Aïllada | Final | Medial | Inicial |
| ب       | ــب   | ـبـ    | بـ      |

La ba es lliga a la següent lletra de la paraula. També amb la precedent, sempre que aquesta no sigui àlif, dal, dhal, ra, zay o waw, que mai no es lliguen a la lletra posterior.

### Representació, transcripció i transliteració
Viquipèdia proposa de transcriure i transliterar la ba amb la lletra "b".
Al SATTS i l'alfabet de xat àrab, proposa la lletra "b" per transcriure i transliterar la ba.
A la representació Unicode, ba ocupa el punt U+0628 amb el nom ARABIC LETTER BEH.
A la codificació ISO 8859-6, el punt 0xc8.
Com a entitat HTML, es codifica com a &#1576;

### Variants
Els alfabets persa (i per herència a l'alfabet àrab belarús), urdú i shahmukhi (punjabi) usen una variant de la ba amb tres punts en comptes d'un per a representar el so /p/: پ. El xiao'erjing la va agafar del persa per a representar diversos sons, segons la llengua que s'hi transcribís.
En haussa i sindhi es fa servir una ba amb un punt addicional per a representar el so implosiu /ɓ/: ﭒ. El sindhi també té una variant de la ba amb quatre punts, ڀ, per al so aspirat /bʰ/.

## Alfabet hebreu
En hebreu s'escriu com a ב, nom complet en hebreu és בֵּית i transcrit com Bet.
| Variants | Variants   | Variants |
| Quadrada | Manuscrita | Raixí    |
| -------- | ---------- | -------- |
| ב        | Bet        | Raixí    |

La lletra ב o bet és la segona lletra de l'alfabet hebreu. També pren el valor numèric de dos. Prové, per via de l'alfabet arameu de la lletra fenícia bēt. És la primera lletra de la Torà.
Aquesta lletra representa dos fonemes diferents: quan la bet es troba al principi del mot, es pronuncia com a /b/ (bet); en canvi quan aquesta lletra està al mig o final del mot, es pronuncia com a /v/ (vet). Els dos es distingeixen per un punt (anomenat dagueix), que es posa al centre de la lletra per so /b/ i per so /v/ no es posa.

### Variacions en forma/pronunciació
| Nom | Símbol | AFI | Transliteració | Exemple                                         |
| --- | ------ | --- | -------------- | ----------------------------------------------- |
| Vet | ב      | /v/ | v              | votar (en els dialectes occidentals del català) |
| Bet | בּ      | /b/ | b              | basc                                            |

### Bet amb el dagueix
Quan la bet té un "punt" en el seu centre, conegut com a dagueix, aquesta lletra representa el so /b/. Hi ha diverses regles de la gramàtica hebrea que estipulen quan i per què es fa servir un dagueix.

### Bet sense el dagueix (Vet)
Quan aquesta lletra apareix com a ב sense el dagueix ("punt") en el centre llavors representa la fricativa labiodental sonora: /v/.

### Simbolisme
Simbolitza benedicció, creació, dualitat i pluralitat. Representa el concepte de dualitat i diversitat en la Creació. Bet també significa casa i al·ludeix a la santedat a la terra. En el seu quadrant superior esquerre bet apunta cap al cel en reconeixement de Déu en la Creació. La base de la bet apunta cap a l'àlef. Bet fou escollida per a les benediccions en matèria terrenal, àlef implica anatema (arur). Bet significa el poder de diferenciació i deducció. Aquests són els traços intel·lectuals que donen origen a Binà: Entesa. Bet és també llar, sentit de pertinença, bet denota dona i feminitat, discreció i intimitat, privacitat. L'hospitalitat és un dels trets més importants de bet.
La Torà comença amb una bet (Bereixit); per això conclou el cabalista que ja en la lletra bet la totalitat està "continguda". La bet simbolitza la "casa del món", cap a la dreta tancada amaga així allò que és previ, deixa però el que ve (a l'esquerra) lliure. La bet està construïda per les lletres dàlet en la seva posició normal i la vav col·locada horitzontalment amb el seu cap a la dreta. En aquesta posició la vav forma la part inferior de la bet.

## Alfabet siríac
| Madnḫaya | Serṭo | Esṭrangela | Unicode |
| -------- | ----- | ---------- | ------- |
|          |       |            | ܒ       |
| Bet      | Bet   | Bet        | Bēṯ     |

En alfabet siríac, la segona lletra és ܒ (en siríac clàssic: ܒܝܼܬ - bēṯ). Quan la bet està unida al començament d'una paraula, representa la preposició 'a, amb, de'. El valor numèric de la bēṯ és 2. Prové, per via de l'alfabet arameu de la lletra fenícia bēt.

### Fonètica
| Al principi del mot | Al final o al mig del mot |
| ------------------- | ------------------------- |
| B                   | β                         |

És una de les sis lletres que representen dos sons associats (les altres lletres són Guímel, Dàlet, Kaf, Pe i Taw. Quan la bēṯ està al principi del mot, o quan està al mig del mot però després d'una consonant, es pronuncia com a /b/. En canvi quan està al mig o al final del mot, o va després d'una vocal es pronuncia com a /β/.

## Alfabet amhàric
En alfabet amhàric aquesta lletra es diu ቤት (bet). És la novena lletra de l'alfabet amhàric. Prové, per via de l'alfabet sud-aràbic del jeroglífic egipci O1.
| O1 | Beh | Bet |
| -- | --- | --- |
| 𓉐  | 𐩨   | በ   |

Representa el so /b/.

### Ús
L'alfabet amhàric és una abugida on cada símbol correspon a una combinació vocal + consonant, és a dir, hi ha un símbol bàsic al qual s'afegeixen símbols per marcar la vocal. Les modificacions de la lletra በ (bet) són les següents:
| bä [bə] | bu | bi | ba | be | bə [bɨ], ∅ | bo | bʷa |
| ------- | -- | -- | -- | -- | ---------- | -- | --- |
| በ       | ቡ  | ቢ  | ባ  | ቤ  | ብ          | ቦ  | ቧ   |

## Jeroglífic egipci
Quan aquest jeroglífic és un fonograma es pronuncia com a /b/. En canvi quan és un ideograma, representa lloc i situació (Gardiner D58).

## En altres alfabets
| Arameu     | Siríac  | Samarità | Ugarític | Fenici |
| ---------- | ------- | -------- | -------- | ------ |
| 𐡁          | ܒ       | ࠁ        | 𐎁        | 𐤁      |
| Sud-aràbic | Amhàric | Àrab     | Hebreu   |        |
| 𐩨          | በ       | ب        | ב        |        |